# Stazione di Robecco-Pontevico
Stazione di Robecco-Pontevico vasútállomás Olaszországban, Lombardia régióban, mely Robecco d’Oglio és Pontevico településeket szolgálja ki.

## Vasútvonalak
Az állomást az alábbi vasútvonalak érintik:
- Brescia–Cremona-vasútvonal

## Kapcsolódó állomások
A vasútállomáshoz az alábbi állomások vannak a legközelebb:
- Stazione di Olmeneta (Brescia–Cremona-vasútvonal, dél)
- Stazione di Verolanuova (Brescia–Cremona-vasútvonal, észak)